# Chraboły (gromada)
Chraboły – dawna gromada, czyli najmniejsza jednostka podziału terytorialnego Polskiej Rzeczypospolitej Ludowej w latach 1954–1972.
Gromady, z gromadzkimi radami narodowymi (GRN) jako organami władzy najniższego stopnia na wsi, funkcjonowały od reformy reorganizującej administrację wiejską przeprowadzonej jesienią 1954 do momentu ich zniesienia z dniem 1 stycznia 1973, tym samym wypierając organizację gminną w latach 1954–1972.
Gromadę Chraboły z siedzibą GRN w Chrabołach utworzono 31 grudnia 1959 w  powiecie bielskim w woj. białostockim z obszaru zniesionych gromad Ploski i Haćki oraz wsi Hryniewicze Duże ze zniesionej gromady Kotły.
1 stycznia 1969 z gromady Chraboły wyłączono wsie Proniewicze i Hryniewicze Duże włączając je do nowo utworzonej gromady Bielsk Podlaski.
Gromada przetrwała do końca 1972 roku, czyli do kolejnej reformy gminnej. Z dniem 1 stycznia 1973 roku reaktywowano zniesioną w 1954 roku gminę Chraboły.